# ヴェーダーンガ
ヴェーダーンガ（vedāṅga）とは、古代インドのスムリティ（smṛti、聖伝文学）の一種で、バラモンが祭祀を適切に行うための6種類のヴェーダの補助学をいう。文字通りには「ヴェーダの四肢(aṅga)」を意味する。

## 内容
ヴェーダーンガは以下の6つの学問から構成される。
- シクシャー(śikṣā) - ヴェーダを正確に唱えるための音声学。
- カルパ (kalpa) - 祭祀の行い方に関する規定。
- ヴィヤーカラナ(vyākaraṇa) - ヴェーダを正確に理解するための文法学。
- ニルクタ(nirukta) - 語源学。とくにヴェーダに使用される古語を集めて解釈したもの[2]。
- チャンダス (chandas) - ヴェーダの韻律の学問。
- ジヨーティシャ (jyotiṣa) - 時節に応じた祭儀を行うための天文学、占星術。

このうち、カルパについては、ある学派に属するスートラ（経典、バラモン教ではシュルティ（śruti、天啓文学）より新しい層に属するヴェーダの注釈を指す）の全部が『カルパ・スートラ』の名でまとめられた。『カルパ・スートラ』には、大規模な祭祀に関するシュラウタ・スートラ（śrautasūtra、天啓経）、祭壇の寸法などを記したシュルバ・スートラ（śulbasūtra または śulvasūtra、祭壇経）、小規模な祭祀に関するグリヒヤ・スートラ（gṛhyasūtra、家庭経）、バラモンの行動規範を示すダルマ・スートラ（dharmasūtra）が含まれる。
これらのスートラはブラーフマナ時代よりも新しく、言語学上の証拠からパーニニの文法と同じころに書かれたと考えられている。